# Aethopyga pulcherrima
Aethopyga pulcherrima là một loài chim trong họ Nectariniidae.